# Roland-Linie

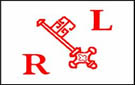
Flagge der Roland-Linie

Die Roland-Linie AG war eine 1905 in Bremen gegründete deutsche Reederei, an der der Norddeutsche Lloyd mit 40 % beteiligt war. Die Gesellschaft operierte bis 1926 eigenständig und unterhielt von 1906 bis 1914 einen Linienbetrieb zwischen Bremen und der Westküste Südamerikas. Am 1. Januar 1914 war sie mit einer Flotte von 15 Seeschiffen von 79.632 BRT die elftgrößte deutsche Reederei.
Nach dem Weltkrieg baute die Roland-Linie ihren Liniendienst in das alte Fahrtgebiet wieder auf, betätigte sich jetzt aber auch auf den Routen ins Mittelmeer und die Levante und in der Nord- und Ostseefahrt. 1922 kaufte sie noch die konkurrierende Argo Reederei auf und wurde so mit einer Flotte von 43 Seeschiffen von 99.872 BRT am 1. Januar 1924 die sechstgrößte deutsche Reederei.
Zum 1. Januar 1926 übernahm der NDL die von ihm dominierte Roland-Linie und vergrößerte seinen Flottenbestand um 53 Schiffe.

## Geschichte und Fahrtgebiete

### Die erste Roland-Linie
Der Name Roland-Linie wurde zuerst 1893 bis 1897 vom NDL für eine reine Fracht- und Auswandererlinie von Bremen (Stadt) in die USA eingeführt. Die Linie wurde am 13. April vom britischen Charterdampfer Gulf of Mexico eröffnet, dem ein weiterer folgte. Erstes eigenes Schiff des NDL auf dieser Linie war am 13. September die Roland, der 1894 die bei Blohm & Voss gebauten Schwesterschiffe Willehad und Wittekind folgten.

### Die selbständige Roland-Linie
1905 wurde dann die Roland-Linie AG in Bremen gegründet, an der der Norddeutsche Lloyd mit 40 % beteiligt war. Die neue Reederei sollte eine direkte Linienverbindung über den Atlantik und entweder über den Panamakanal oder alternativ über die Magellanstraße an die Westküste Südamerikas schaffen. Sie war aber auch gegen die Hamburger Reedereien und die Hamburg-Amerikanische Packetfahrt-Actien-Gesellschaft (Hapag) gerichtet, in dem sie auch Abfahrten ab Hamburg anbot. Die Gründung war eine Reaktion des Lloyd auf die ständige Expansion der Hapag und ihre Gemeinschaftsdienste mit den Hamburger Reedereien Hamburg Südamerikanische Dampfschifffahrts-Gesellschaft (HSDG) und DDG Kosmos.

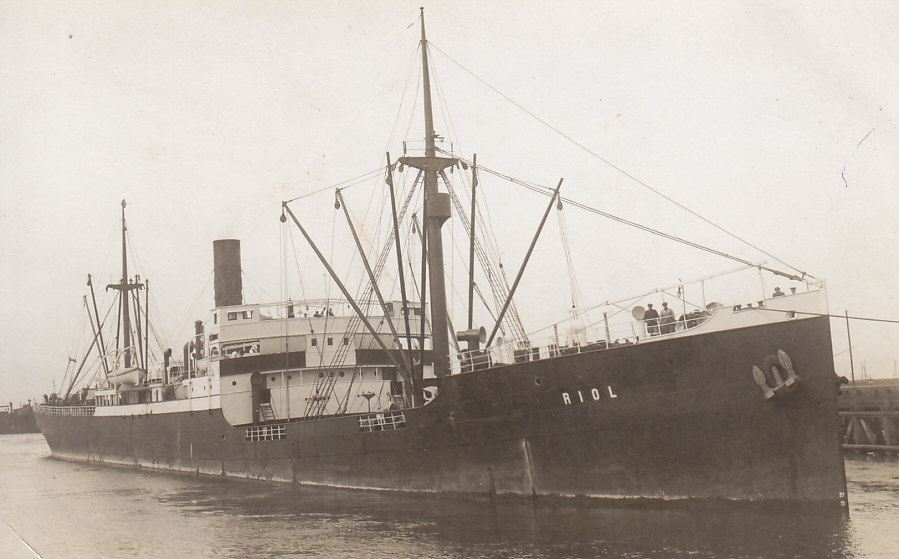
Der beim Bremer Vulkan 1907 gebaute Dampfer Riol (5329 BRT)

1906 wurde der Betrieb aufgenommen. Die ersten Schiffe waren die vom NDL überlassenen fast 6000 BRT großen Frachter Marburg und Freiburg, die als Lambert und Turpin in Fahrt kamen und der aus Großbritannien angekaufte Neubau Holger. Dazu kamen noch vier bei der Flensburger Schiffbau-Gesellschaft bestellte Neubauten von unter 4000 BRT. 1907 erhielt die Rolandlinie noch drei weitere Neubauten, verkaufte aber auch zwei der kleinen Neubauten des Vorjahrs. Am 7. Oktober 1908 erlitt die Gesellschaft ihren ersten Schiffsverlust als die Lambert auf der Rückreise von Callao vor der Mündung des Rio Negro in Brand geriet und aufgegeben werden musste.
Zwischen 1911 und 1913 erhielt die Rolandlinie weitere sieben Neubauten. Von den 15 Neubauten für die Reederei waren bis auf zwei alle im Deutschen Reich erbaut worden. Das größte Schiff war die 1912 von der AG Weser gelieferte Roland mit 6872 BRT. Direktor der Linie war Ernst Glässel, der spätere stellvertretende Vorsitzende des NDL. Neben dem Liniendienst an die südamerikanische Westküste waren auch Schiffe in der Trampfahrt beschäftigt.

#### Kriegsschicksale
Von den 16 Schiffen der Rolandlinie befanden sich bei Kriegsbeginn elf im Ausland. Erster Kriegsverlust war die Durendart (1906, 3844 BRT), die am 14. Oktober 1914 in Tsingtau als Blockschiff versenkt wurde. Auch Schiffe, die neutrale Häfen aufgesucht hatten, gingen durch die Kriegsentwicklung verloren, wie die Roland und Alrich (1913, 6692 BRT) in Rio de Janeiro, die Wiegand (1911, 4849 BRT) in Montevideo und die Olifant (1906, 3841 BRT) in Havanna.
Zur Unterstützung der kaiserlichen Marine waren zwei Schiffe im Einsatz. Die Holger (1906, 5556 BRT) war bei Kriegsbeginn in Pernambuco und warnte die deutschen Kreuzer über Funk, dass das Rocasriff als Versorgungspunkt der Marine bekannt sei. Die Karlsruhe mied so diesen Punkt. Im Januar 1915 ging die Holger unter ihrem Kapitän Dreyer in See, um vom Hilfskreuzer Kronprinz Wilhelm die Gefangenen zu übernehmen. Sie traf Mitte Februar mit dem Hilfskreuzer vor der brasilianischen Küste zusammen und brachte die Gefangenen und Besatzungsmitglieder des Schnelldampfers, die das Alter für Militärdienst überschritten hatten bis zum 18. Februar 1915 nach Montevideo. Später verlegte der bei Swan Hunter gebaute Frachter nach Buenos Aires, wo er die restlichen Kriegsjahre verblieb.
Auch in das Kriegsgeschehen eingreifen konnte der alte Frachter Turpin (1901, 5965 BRT), der in Punta Arenas in der Magellan-Straße lag. Er versorgte den aus der Falklandschlacht entkommenen Kleinen Kreuzer Dresden am 12. Dezember 1914 mit 750 t Briketts, da kein besserer Brennstoff zur Verfügung gestellt wurde. Die Übernahme von Steinkohle aus einem amerikanischen Frachter wurde von den Chilenen untersagt. Der Frachter blieb bis zum Kriegsende in der Magellan-Straße.
Auch die in bis Kriegsende in neutralen Staaten verbliebenen Schiffe entkamen nicht der Auslieferung an die Siegermächte. Lediglich die ältesten Frachter Holger und Turpin wurden nach der Rückführung aus Südamerika nach Deutschland praktisch direkt wieder an die Roland-Linie verkauft.
Während des Krieges wurden drei Neubauten fertiggestellt, die ausgeliefert wurden, darunter die erste Ansgir. Dazu kam mit der Witram ein weiteres Schiff, das erst nach Kriegsende für die Siegermächte fertiggestellt wurde. Zwei weitere Neubauten beim Bremer Vulkan wurde in die Niederlande verkauft.

#### Expansion und Ende
Im Oktober 1920 gelang es der Roland-Linie, die in der Endausrüstung befindlichen Frachter Rapot (2) und Wido an die niederländische Reederei van Nievelt zu verkaufen, die bei Übernahme mit 7698 BRT die größten Schiffe je von der Reederei eingesetzten Schiffe geworden wären. Die Roland-Linie erhielt für die beiden von Auslieferung an die Siegermächte bedrohten Neubauten im Tausch zehn kleinere Dampfer. Die von sechs Werften gebauten Schiffe waren zwischen 1917 und 1920 fertiggestellt worden und zwischen 761 und 2029 BRT groß. Mit diesen Schiffen baute die Linie mit Rob. M. Sloman einen eigenen Mittelmeer- und Levante-Dienst auf. Allerdings wurden sieben der kleinen Dampfer schon 1922 weiterverkauft.
Im Herbst 1921 stellte die Linie mit der zweiten Roland (4174 BRT) ihren ersten Neubau in Dienst. Das bei der AG Vulcan in Stettin gebaute Schiff entsprach den Schiffen der Minden-Klasse des NDL und war das erste von insgesamt drei Schwesterschiffen für die Linie. Auch die im Folgejahr in Dienst kommende zweite Ansgir der Roland-Linie von der Germaniawerft war das erste von vier gleichartigen Schiffen. Zumindest die beiden ersten Schiffe dieser Reihe hatte die Roland-Linie nicht bestellt, sondern erwarb sie im Bau von der Schiffbau-Treuhand-Bank, die die staatlichen Fördermittel verwaltete. Die Ansgir (5840 BRT) war noch als Octavia für die Hamburger „Rhederei AG von 1896“ vom Stapel gelaufen.
Im September 1922 kaufte die Roland-Linie dann die konkurrierende Argo Reederei auf. Ab dem 1. Januar 1923 erfolgte die Geschäftsabwicklung des Europaverkehrs als „DG Argo mbh“. Aber auch diese Geschäftsform war kurzlebig. Letzte Neubauten der Roland-Linie waren die Ende 1924 in Dienst gekommenen Dampfer Geier und Alk von 1175 BRT, die die AG Neptun in Rostock baute. Zum 1. Januar 1926 übernahm der NDL die Rolandgruppe und vergrößerte damit seine Flotte erheblich.

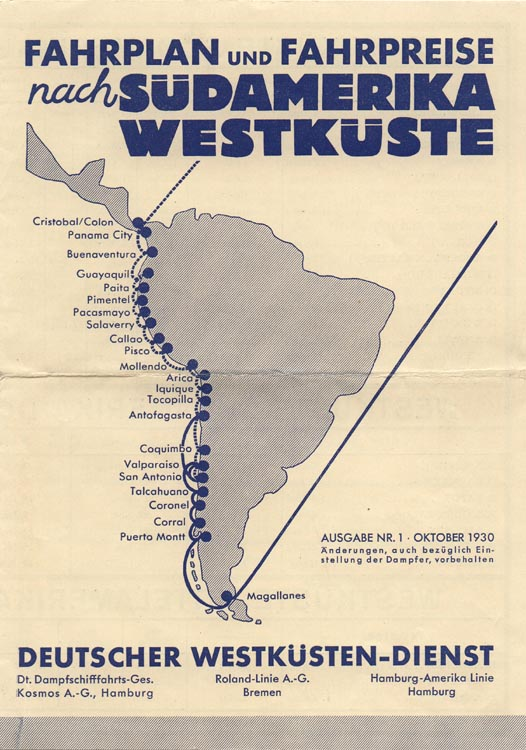
Der Deutsche Westküsten-Dienst 1930

Allerdings existierte die Roland-Linie auf dem Papier weiter. So wies der Fahrplan des „Deutschen Westküsten-Dienst“ für September 1930 bis Januar 1931 26 Abfahrten von Deutschland zur Westküste Süd- und Mittelamerikas aus, die von den Schiffen dreier Gesellschaften abgewickelt würden. Neben sieben Abfahrten der Hapag wurden auch zehn Abfahrten der in der Hapag aufgegangenen DDG Kosmos und neun der Roland-Linie dargestellt. Von deren neun Schiffen hatten nur fünf tatsächlich in der Roland-Linie Dienst getan (die vier Schwesterschiffe von der Germaniawerft: Ansgir, Wiegand, Wido, Rapot, sowie die angekaufte Murla), die anderen waren NDL-Schiffe (die Motorschiffe Königsberg und Erfurt, sowie Ludwigshafen und Aachen).

### Die Dritte Roland-Linie
Nach dem Zweiten Weltkrieg hatte der NDL noch erhebliche Auslandsschulden, deren Rückzahlung durch ein Schuldenabkommen 1952 geregelt wurde. Um sicher vor amerikanischen Gläubigern zu sein wurden die neuen Schiffe des NDL bis 1959 jedoch von zwei unbelasteten Gesellschaften erworben und dann langfristig an den NDL verchartert. Neben der Orlando-Reederei GmbH war dies eine neue Roland-Linie Schiffahrtsgesellschaft, die bis 1959 Eigner etlicher Schiffe wurde.